# Sumal Sinha
Sumal Sinha (13 décembre 1920-19 mai 1983) était représentant de l'Inde à la Mission de l'Inde à Lhassa entre août 1950 et septembre 1952,,.
Il rédigea l'appel du Tibet aux Nations unies, un texte envoyé le 7 novembre 1950 par le gouvernement du Tibet aux Nations unies (ONU) et concernant l'invasion du Tibet par la Chine.
Il est en poste à la Mission de l'Inde en septembre 1951 quand les Chinois sont arrivés à Lhassa, précédés du général Zhang Jingwu, le représentant du Comité central du Parti communiste chinois. Dans son rapport mensuel, il relate les événements d'août-septembre de façon tragi-comique. Il mentionne que la mission a reçu les officiels suivants durant ce mois :  Dzasa Lobzang Samten (frère aîné du dalaï-lama), Sholkhang Jetung Kusho, Kazi Tse Ten Tashi, Dzasa Liushar et Sampho Dzasa.
Nehru a banni Sinha à l'étranger parce que ce dernier avait averti le premier ministre indien de l'imminence de l'assaut de la Chine en 1962. Son dernier poste est celui d'ambassadeur au Liban.
Entre 1962 et 1963, il est visiting fellow au Centre Weatherhead pour les affaires internationales, Harvard Faculty of Arts and Sciences à Cambridge (Massachusetts).
En 1974, il est nommé haut-commissaire de l'Inde en Australie, et il sera reçu en cette qualité en 1977 par John Kerr (gouverneur d'Australie), le gouverneur d'Australie et son épouse, Anne Kerr, Lady Kerr (en).